# كارين أوبرهاوزر

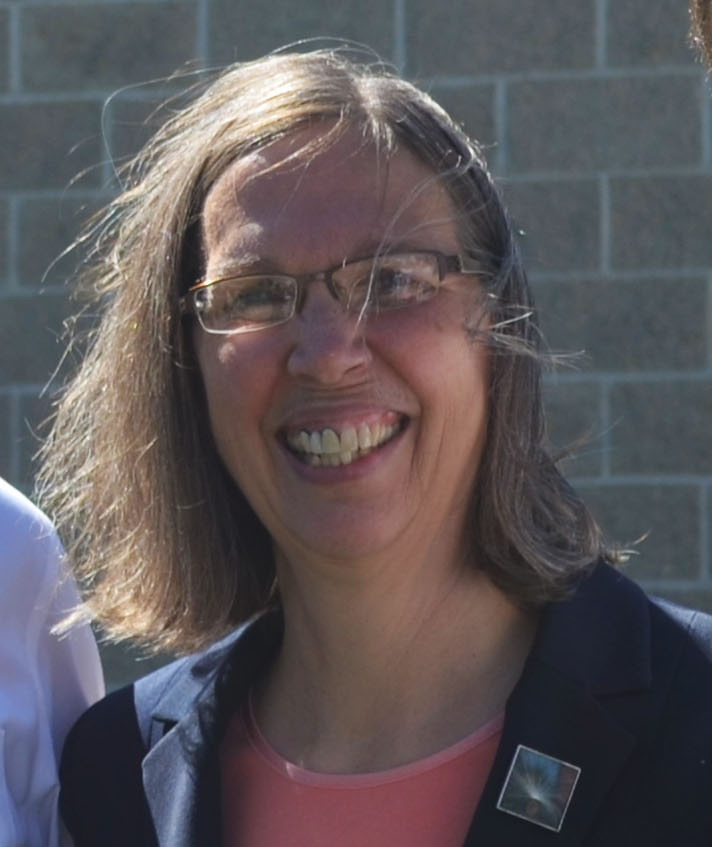
كارين أوبرهاوزر في عام 2015

كارين سوزان أوبرهاوزر (مواليد 1956) هي عالمة أحياء أمريكية معنية بالحفاظ على فراشات الملك.

## التعليم والوظيفة
تخرجت بدرجة بكالوريوس الآداب في علم الأحياء من كلية هارفارد، ودرجة بكالوريوس في العلوم لتعليم العلوم الطبيعية من جامعة ويسكونسن-ماديسون، ودكتوراه في علم البيئة وعلم الأحياء السلوكي من جامعة مينيسوتا. أوبرهاوزر أستاذة مساعدة في قسم مصايد الأسماك والحياة البرية وبيولوجيا الحفظ والمديرة السابق لمختبر مونارك في جامعة مينيسوتا. في أكتوبر 2017، أصبحت مديرة مشتل جامعة ويسكونسن ماديسون في ماديسون، ويسكونسن.

## البحث
كانت أوبرهاوزر تدرس فراشات الملكات منذ عام 1984. تناولت أبحاثها العديدة من جوانب بيئة الفراشة الملكية،وعلم البيئة بما في ذلك التكاثر والطفيليات والعوامل التي تؤثر على العاهل غير الناضج وتأثيرات المبيدات الحشرية وتغير المناخ العالمي والمحاصيل المعدلة وراثيّا.
بالإضافة إلى تأليف العديد من المنشورات في المجالات العلمية، وكانت أيضًا محررًا مشاركًا لكتابين نشرتهما مطبعة كورنيل
- فراشة العاهل: علم الأحياء والحفظ(ردمك 978-0-8014-4188-2)
- ملوك في عالم متغير: علم الأحياء والحفاظ على فراشة أيقونية(ردمك 978-0-8014-5315-1)[6]

في عام 2014، نشرت أوبرهاوزر وزميلها مقالًا علميًا يفحص كيف يساهم استخدام مبيدات الأعشاب الخاصة بشركة مونسانتو في الأراضي الزراعية في أمريكا الشمالية في تراجع الصقلاب، وهي مصادر غذائية مهمة للفراشات. ووجدوا أن حجم تجمعات الصقلاب كان أصغر في مناطق زيادة استخدام التقرير، مما يشير إلى أن فقدان مصدر الغذاء هذا قد يساهم في تدهور الملوك. تم اختبار فرضية الحد من الصقلاب كما أصبحت معروفة من قبل مجموعات أخرى من العلماء ووجدوا نتائج متضاربة. وبالتالي، فإن المساهمة الفعلية لاستخدام تقرير إخباري وفقدان تجمعات الصقلاب في انخفاض فراشات الملك لا تزال غير واضحة.

## النشاط الوظيفي
أوبرهاوزر هي مؤيدة قوية لمحو الأمية العلمية والبيئية والعلمية للمواطنين. وهي حاليًا عضوة في هيئة تحرير مجلة علوم المواطن والنظرية والتطبيق.
في عام 2013، تم تسميتها بطلة التغيير من أجل علوم المواطن من قبل البيت الأبيض. صرح إريك كالر رئيس جامعة مينيسوتا أن البروفيسور أوبرهاوزر تمثل أفضل وأذكى أعضاء هيئة التدريس لدينا هنا في جامعة مينيسوتا. يُجسد عملها مع المواطنين العلماء والمدرسين وطلاب المدارس الابتدائية الأهمية العميقة التي نوليها للمشاركة العامة، والتي تعد جزءًا أساسيًا من مهمة منح أرض الجامعة.
شغل أوبرهاوزر منصب مديرة برنامج الملوك في الفصل الدراسي،ورئيسة مؤسسة مؤسسة ملاذ الفراشةومديرة مشروع مراقبة العاهل يرقة.

## الحياة الشخصية
نشأت أوبرهاوزر في ويسكونسن وتزوجت دون ألستاد عام 1985، وللزوجين ابنتان. توفيت دون في أبريل 2014 عن عمر يناهز 67 عامًا.